# Campanula troegerae
Espèce
Classification phylogénétique
Statut de conservation UICN

 CR A3c; C2a(i) : 
En danger critique
La Campanule troegerae (Campanula troegerae) est une espèce de plante vivace de 15 à 20 cm originaire de Turquie. Elle pousse sur falaises calcaires, vers 1 800 m.